# Салтыков, Сергей Владимирович (граф)
Граф Серге́й Влади́мирович Салтыко́в (1739—1800) — русский офицер (генерал-майор) из рода Салтыковых, владелец подмосковного имения Синьково , поместий в Смоленской губернии, а также села Козмодемьянского в Казанской губернии. В свободное время занимался сочинительством.

## Биография
Внук графа Семёна Салтыкова, племянник фельдмаршала П. С. Салтыкова. Один из сыновей московского вице-губернатора генерал-майора В. С. Салтыкова (1705—1751), который состоял в браке с Екатериной Алексеевной Троекуровой.
Сергей Владимирович Салтыков начал службу капитаном в гвардии. В 1761 году получил чин полковника. В 1770 году во время войны с Турцией командовал тяжелой артиллерией в сражении при Ларге. Участвовал в осаде Браилова. Был произведен в бригадиры.
Отличился в боях при Журже (1770—1771), за что был награждён орденом св. Георгия 3-й степени, а в 1773 году был произведен в чин генерал-майора.
По окончании русско-турецкой войны вышел в отставку и жил в своих поместьях в Смоленской и Владимирской губерниях, среди них Смольнево, где в 1780-х годах он перестроил, значительно расширив, храм Преображения Господня. Храм был устроен двухэтажным, на втором этаже в 1783 году был освящён придел апостола и евангелиста Иоанна Богослова.
В 1795 году Салтыков продал усадьбу Синьково, которая перешла во владение Измайловой. Умер, так и не женившись.

## Творчество
Специалистам по истории русской словесности граф Сергей Салтыков известен также как литератор-любитель.

Его внебрачный сын Г. С. Салтыков (Жердевский, 1777—1814) — один из издателей журнала «Друг просвещения», публикуя стихотворение отца «На свидание двух первейших в свете монархов» (Екатерины II и Иосифа II), написанное им в 1787 году, указал, что тот «в последних летах своих упражнялся … более в сочинениях духовных и нравственных, в которых изображалась … беспримерно добрая душа его» (Друг просвещения, 1805 год, № 3). 

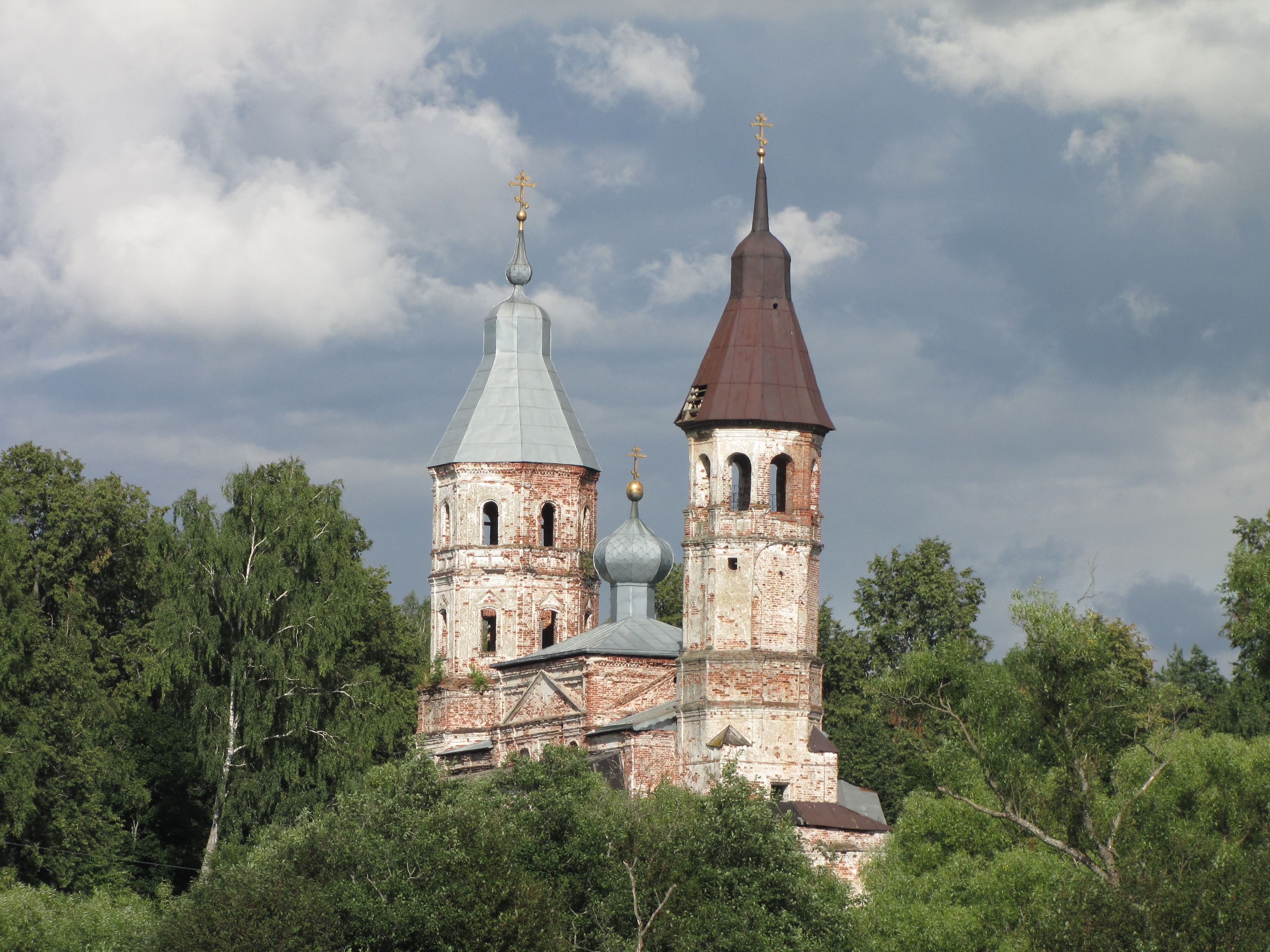
Церковь, выстроенная на средства Салтыкова в одном из его имений

В 1792 году Салтыков опубликовал за подписью «Г<раф> С<ергей> С<алтыков>» переложенную им на «российский язык» книгу «На пользу труд, или Избрание важных мест из некоторого знаменитого иностранного сочинения», в которой анализировался «истинный источник» человеческих заблуждений и «пагубные правила, производящие оный».
Оду «Страшный суд», опубликованную отдельным изданием (1794), Салтыков подписал псевдонимом «С… Безвлас…». За той же подписью он напечатал «поэму в одну песнь в стихах» «Ревность святого Иоанна Евангелиста, или Торжество любви» (1796), посвятив её А. И. Болтину, «благодетелю и другу». На смерть друга в 1799 году Салтыков сочинил надгробную надпись, которая была опубликована на последней (ненумерованной) странице «Слова на погребение господина бригадира Александра Ивановича Болтина», произнесенного священником Федором Дмитриевым в церкви Знамения Пресвятой Богородицы.

## Награды
- Награждён орденом Св. Георгия 3-й степени (№ 27, 12 августа 1771).
- Также был награждён другими орденами Российской империи.